# 重音テト
重音テト（かさねテト、Kasane Teto）は、2008年4月1日のエイプリルフールに際して、電子掲示板の2ちゃんねるで創作されたバーチャルシンガーソフトウェア及びそのキャラクター。嘘として作られた実在しないソフトウェアだったが、後に歌声合成ソフトウェアに対応して歌わせることが可能になり、「嘘から生まれた歌姫」として紹介される。

## 概要
重音テトは、クリプトン社の歌声合成ソフトウェア「VOCALOID」シリーズの、初音ミク、鏡音リン・レンに次ぐ、第三のVOCALOIDを仮想して2ちゃんねる有志により創作された。2ちゃんねるの利用者らが好き好きに提案したキャラクター名、髪型や性別、年齢、特技などの設定がランダムに選ばれて一つのキャラクターに集約され、合成音声風に加工した歌声のサンプルボイスと共に、ソフトウェアの発売予告ページを装って2008年4月1日に公開された。
公開時点では重音テトにはソフトウェアとしての実態がなかったが、公開直後に有志によってフリーウェアの歌声合成ソフトウェア「UTAU」への対応が行われ、重音テトは実際に歌わせることができるキャラクターとなった。
重音テトは初音ミクの派生キャラクターとして、VOCALOIDファンの間で人気を集めた。日本の大手動画共有サービス「ニコニコ動画」では、「重音テト」のタグは半年間で500件を超え、重音テトを用いて作成された歌曲「嘘の歌姫」は10万再生を達成してVOCALOID殿堂入りを果たした。
重音テトのデザインや声を提供した権利者らは2009年にサークル「ツインドリル」を発足させ、キャラクターの普及活動・管理活動を行っている。重音テトはクリプトン社のVOCALOIDシリーズのパロディキャラクターであったが、ツインドリルは2009年から2010年にかけて権利関係の整理を行うとともに、クリプトン社と協力関係を構築した。2010年以降、クリプトン社が商用利用の窓口となっている。
権利関係が整理されて以来、重音テトはセガの音楽ゲーム「初音ミク -Project DIVA-」 への出演、北海道放送のプロモーションキャラクター就任、プラスチックフィギュアのねんどろいど化、歌舞伎舞台で中村獅童との共演、重音テトをモチーフにした小説の出版など、多方面で活躍している。
重音テトは2021年に深層学習系読み上げフリーソフトTALQuに、2023年には商用の歌声合成ソフトウェア、Synthesizer V AIに音声モデルとして対応した。

## 沿革

### 創作の経緯
重音テトは元々、2ちゃんねるにある電子掲示板ニュース速報(VIP)板（以下VIP板）に建てられたスレ「架空のボーカロイドつくってニコ厨つろうぜｗｗ」の利用者らによって、2008年のエイプリルフールのジョーク（釣り）として創出されたキャラクターである。このジョークは音声合成ソフトウェアであるVOCALOID製品のブームから着想を得たパロディであり、ジョークの発案者からは「某CALOID」（某カロイド、BOCALOID）と命名されている。キャラクターデザインの原案は「線」、ライブラリは「小山乃舞世」の声をもとに作られている。
当時のニコニコ動画には、VOCALOIDを使用した商品『キャラクター・ボーカル・シリーズ』（以下CVシリーズ）の「初音ミク」やその他のVOCALOID製品を使用した動画が多くアップロードされ人気を博していたが（詳細は初音ミクの記事を参照）、当時CVシリーズとして発表されていた製品は第2弾の「鏡音リン・レン」までで、第3弾となるソフトウェアの詳細はまだ明らかにされていなかった。そこで2008年のエイプリルフールを間近に控えた3月30日未明に、VIP板利用者の間で、架空のVOCALOIDを考案してニコニコ動画のユーザーを騙そうという企画が持ち上がった。
この時点でエイプリルフールまでは二日間しか時間がなかったが、お祭り騒ぎが好きなことで知られるVIP板の利用者の間で次々と賛同者が集まり、偽キャラクター「重音テト」のプロフィールが作成され、イラストや偽のデモソングを使用した投稿動画、偽の紹介用ウェブサイトが秘密裏に用意された。用意された偽のデモソングは、当時中学生であった小山乃舞世が声を担当しており、また偽の紹介用ウェブサイトのデザインはCVシリーズの発売元であるクリプトン・フューチャー・メディア（Crypton Future Media）の公式ウェブサイトを模したもので、URLが「crypton」ではなく「cr“vip”ton」になっている。
2008年4月1日のエイプリルフール当日、用意された動画がニコニコ動画上で公開され、翌日には引っかかったユーザーを嘲笑するページが公開され、数日後には一連の流れをまとめたネタばらし動画がニコニコ動画に投稿された。

### 歌声合成ライブラリとしての制作
たまたま時を同じくして、フリーウェアの歌声合成ソフトUTAUの配布が開始されていた。2008年3月に配布が開始されたUTAUは、音声を切り貼りして歌唱させる音声合成ソフトウェアであり、音声データを収録すれば、どのような声でも歌わせることができる。
VIP板利用者の中から、この音声ライブラリの一つとして重音テトのキャラクターを使おうという動きが起こり、エイプリルフール後にもキャラクターを再利用する計画が進められた。サンプルの音声をあてた小山乃舞世の音声データを元にUTAU用の音声ライブラリが作成され、公開された。このような経緯から、重音テトは当初ジョークから生み出されたVOCALOIDのパロディキャラクターであったにもかかわらず、本当に歌唱させることが可能な音声データになった。
また、重音テトにUTAUが使用されたことは、UTAUが注目を集めて知名度を高めるきっかけにも繋がったとされる。

### 2008年　誕生・「嘘の歌姫」
6月1日に、oop404作の「テトでGO!(ルルルのみ)」が発表。これが、重音テトによる最初のオリジナル曲となった。歌詞は「ルルル」のみだった。
6月10日、耳ロボPが、「耳のあるロボットの唄」を投稿。これが、重音テトによる最初の歌詞付きオリジナル曲となった。
7月13日には、ラマーズPが、メインボーカルに初音ミク、コーラスに重音テトを使用した、「驫麤〜とりぷるばか〜」を発表。MVに登場している、初音ミク、重音テト、そして初音ミクの派生キャラクターである、亞北ネルは、2025年リリースの楽曲「雑魚」にも登場するなど、長期にわたって人気を維持している。
2022年1月2日には、TALQuによる読み上げ音源がリリース。2023年4月3日、Dreamtonicsが手掛ける歌唱合成ソフトSynthesizer V AI用ライブラリのリリースが発表された。同年4月27日発売。2025年4月24日には、同じくDreamtonicsが手掛けるテキスト読み上げ用合成ソフトVOICEPEAK用ライブラリが発売された。

## 重音テトのプロフィール
重音テトの公式サイトの一つとして位置づけられるウィキサイト「重音テト計画まとめ@wiki」や、2008年のエイプリルフールの際に用意された偽の紹介用ウェブサイトとその経緯をまとめた資料には、以下のようなプロフィールが掲載されている。VIP板において重音テトの企画立案が行われた発祥スレッドは、いわゆる安価スレとして立てられており、これらのプロフィールも安価を使って無作為に選ばれた内容を踏まえて作成されている。「線」が描いたキャラクターイラストは、こうしたスレッドの意見を取りまとめる形でデザインされた。

## 反響
重音テトは初音ミクの派生キャラクターとしてVOCALOIDファンの間で徐々に人気を集めた。2008年8月27日にテト誕生の経緯を歌詞にした楽曲「嘘の歌姫」が公開されると、2009年4月時点までに26万回再生を記録するなど人気を呼んだ。また、2008年6月10日に原曲が重音テトの楽曲としてネット上で発表された「耳のあるロボットの唄」は、重音テトの名こそ用いられていないもののJOYSOUNDでカラオケ配信が行われたほか、2009年11月6日に声優の池澤春菜がリリースしたアルバムCD『quatre quarts』には同曲のカバーが収録されている。2009年11月18日にラマーズPがリリースしたアルバム『EXIT TUNES PRESENTS THE COMPLETE BEST OF ラマーズP feat.初音ミク』では重音テトをコーラスに起用した「とりぷるばか」が収録され、ブックレットにはキャラクターイラストも描かれている。なお、キャラクターとしてではないが、初音ミクを題材にした漫画作品『メーカー非公式 初音みっくす』にて、酒好きな登場人物「お姉さん」が作中でよく飲んでいる銘柄の一つとして、ラベルにテトの顔が描かれた「大吟醸 重音てと」なる日本酒が繰り返し登場する
。
重音テトは初音ミクと同様に歌唱が可能な、初音ミクファンの創作から生まれたキャラクターの一種として遇されるようになり、「亞北ネル」や「弱音ハク」などのVOCALOID派生キャラクターと共に紹介される場合もある。初音ミクを特集した『ユリイカ』2008年12月臨時増刊号の記事で他の派生キャラクターと共に重音テトを取り上げた有村悠は、重音テト単独もしくは他のVOCALOIDと組み合わせた動画が2008年11月時点で数百件も投稿されていることや、pixivやピアプロでもテトを題材にした二次創作が投稿されていることなど、重音テトが「釣り」として生み出された経緯を持つキャラクターであったにもかかわらず広く受け入れられている状況を紹介している。
また同書で同様に派生キャラクターの話題を取り上げたUG-Kは重音テトについて、コーラスに定評があり、UTAUを代表するキャラクターであると紹介している。その後も人気は継続し、2010年7月にマイコミジャーナルに掲載されたコラムでは「ニコニコ動画になくてはならない存在にまで成長を遂げた」とも紹介されている。週刊誌『SPA!』2011年7月19日号（7月12日発売）に掲載された記事では多数のVOCALOIDキャラクターと共に、企業の仕掛けではない「究極のボトムアップ型アイドル」として引き合いに出され、その魅力を「多くの偶然と協力があって生きているというドラマが人を惹きつけるのでは」という趣旨で説明した、キャラクターデザインの「線」のコメントが紹介された。
このように重音テトはVOCALOIDに関連するキャラクターとして知名度があるが、VOCALOIDと異なる技術を用いる音源データとして独立しており、キャラクターの商用利用においても「亞北ネル」や「弱音ハク」などと扱いは異なる。重音テトの誕生から2周年となる2010年4月1日より、クリプトンの運営するコンテンツ投稿サイトピアプロでは重音テトのキャラクターイラストを投稿することが可能となった。キャラクターの商用利用の窓口もクリプトンが担当することとなったが、権利的にはクリプトン製のVOCALOIDとは独立したオリジナルキャラクターという位置づけとなっている。

## 商業展開
以下には重音テトの使用が明言されている商業作品を挙げる。

### 音楽

#### CD
『EXIT TUNES PRESENTS THE COMPLETE BEST OF ラマーズP feat.初音ミク』
EXIT TUNESより2009年11月18日に発売されたラマーズP feat. 初音ミクのアルバム。
楽曲「とりぷるばか」のコーラスに重音テトが使用されている。
『EXIT TUNES PRESENTS Vocaloanthems feat.初音ミク』
EXIT TUNESより2010年9月15日に発売されたコンピレーション・アルバム。
ボーナス・トラックとして「ゴジマジP feat. 重音テト」名義の楽曲「おちゃめ機能 -Full ver.-」を収録している。
『0401 - The Best Days of 重音テト』
HPQより2012年10月10日に発売された、重音テトを用いた楽曲を集めた初のメジャー流通のコンピレーション・アルバム。全16曲。
『EXIT TUNES PRESENTS UTAUSEKAI』
EXIT TUNESより2012年12月5日に発売された、UTAUを用いた曲を集めたコンピレーション・アルバム。
『吉原ラメント～UTAU盤～』
EXIT TUNESより2014年2月5日に発売された、亜沙 feat.重音テトによる、全曲に重音テトを用いたアルバム。

#### KarenTによる配信
以下はクリプトン・フューチャー・メディアのレーベル「KarenT」によりiTunes Store、AmazonMP3、moraなどで販売されている、重音テトを用いた楽曲が収録されているアルバム。
| タイトル                   | アーティスト                    | リリース日     |
| -------------------------- | ------------------------------- | -------------- |
| テトラポッド               | ケトラP                         | 2010年10月10日 |
| Intermedio                 | 市蔵 キプシン                   | 2010年10月10日 |
| うさぎの物語               | 小山乃舞世                      | 2010年10月10日 |
| 禁断の理は絶望の吐息の中に | いーえるP @ TinySymphony        | 2010年10月10日 |
| からっぽがらんどう         | inaphon                         | 2010年10月10日 |
| Murphy's Law               | デスおはぎ シメサバツイスターズ | 2010年10月10日 |
| VOICE ONLY                 | 21世紀P                         | 2010年10月10日 |
| return                     | 耳ロボP                         | 2010年10月10日 |
| Refrain                    | HAL@修羅場P                     | 2010年10月10日 |
| メロディー                 | neL(毎夜P)                      | 2010年10月10日 |
| スカイスイマー             | ミナツキトーカ（パンドリストP） | 2010年10月10日 |
| Sweets！                   | デスおはぎ                      | 2011年11月2日  |
| ドラマチックメモリー       | デスおはぎ                      | 2012年10月10日 |
| 吉原ラメント               | 亜沙                            | 2012年10月26日 |
| DEAD or ALIVE              | デスおはぎ                      | 2013年4月1日   |

その他の音楽
| タイトル                       | アーティスト   | リリース日 |
| ------------------------------ | -------------- | ---------- |
| だめにんげんだ！               | 薄塩指数       | 2024年4月  |
| オーバーライド                 | 吉田夜世       | 2024年1月  |
| 人マニア                       | 原口沙輔       | 2023年10月 |
| イガク                         | 原口沙輔       | 2024年2月  |
| ウルトラトレーラー             | マサラダ       | 2023年11月 |
| ㋰責任集合体                   | マサラダ       | 2024年5月  |
| メズマライザー                 | サツキ         | 2024年4月  |
| オブソミート                   | サツキ         | 2024年11月 |
| ファサード・クエスチョン       | サツキ         | 2025年4月  |
| テトリス                       | 柊マグネタイト | 2024年11月 |
| キャンディクッキーチョコレート | はろける       | 2025年2月  |
| ダイダイダイダイダイキライ     | 雨良           | 2025年3月  |

### その他
初音ミク -Project DIVA-シリーズ
セガの音楽ゲーム。シリーズ第二弾として2010年に発売された『初音ミク -Project DIVA- 2nd』において、2011年10月11日に、初音ミクの互換キャラクターとして、重音テトのキャラクターをゲーム上で使用することができる追加ダウンロードコンテンツが配信された。シリーズ第三弾の『初音ミク -Project DIVA- extend』には収録されなかったが、第四弾の『初音ミク -Project DIVA- f』では、2012年11月6日配信の追加ダウンロードコンテンツ「「追加モジュールセット（ネル、ハク、テト）」に収録される。
ちびミクさん（作：みなみ、出版：マイクロマガジン社）
初音ミクをデフォルメした「ちびミク」を主人公とする4コマ漫画で、重音テトをモデルにしたデフォルメキャラクター「ちびテト」が登場する。
「悪ノ娘」シリーズ・「悪ノ大罪」シリーズ（著：悪ノP（mothy）、出版：PHP研究所）
mothy_悪ノPが手掛ける七つの大罪をモチーフにした「悪ノ大罪シリーズ」の各楽曲を原作として、ボカロ小説の先駆ともされる。小説版において、重音テトをモチーフとする人物は各作品に登場するが、代表例は「シャルテット=ラングレー」である。両シリーズを併せて2010年から2017年に発売され、全12巻。
吉原ラメント（原著：亜沙、小山乃舞世、作：美雨季、出版：アルファポリス）
亜沙の作曲と、重音テトの音声担当でもある小山乃舞世の作詞により重音テトを用いて発表した楽曲の小説化。重音テトをモデルにしたキャラクターが登場する。
2017年には舞台化を発表。それについて、クリプトンフューチャーメディアと協力で、Vocaloidを用いた合成音とUTAUの音源、小山による収録音声を組み合わせたものを舞台音声として使用する予定。
Sw1tch!HBC×重音テト
北海道放送（HBC）が「Sw1tch HBC」をキャッチフレーズにしたPRキャンペーンを展開し、その一環として2013年4月1日より半年間、テトをPRアシスタントとして起用した。Web上での番組宣伝活動や、テレビでの番宣CMの5秒間ムービングロゴ、スマートフォン向けアプリでのコラボレーションなどで用いられる。